# Тетраселенид трииттербия
Тетраселенид трииттербия — бинарное неорганическое соединение
иттербия и селена
с формулой Yb3Se4,
кристаллы.

## Получение
- Реакция чистых веществ в инертной атмосфере:

{\displaystyle {\mathsf {3Yb+4Se\ {\xrightarrow {T}}\ Yb_{4}Se_{5}}}}

## Физические свойства
Тетраселенид трииттербия образует кристаллы 
ромбической сингонии, пространственная группа P nam, параметры ячейки a = 1,328 нм, b = 1,355 нм, c = 0,399 нм, Z = 4.
При температуре 1200÷1250°С в соединении происходит полиморфный переход в фазу
тригональной сингонии, пространственная группа R 3m, параметры ячейки a = 0,404 нм, c = 2,024 нм